# CrazyGames
CrazyGames ist eine in Belgien ansässige, weltweit operierende Plattform für Browserspiele. Auf der Plattform spielen mehr als 30 Millionen Nutzer monatlich über 4.500 Spiele aus einer Vielzahl von Genres und Kategorien, von Action- über Puzzle- und Sportspielen bis hin zu Solo- und Multiplayer-Spielen. In vielen Märkten, darunter auch in den Vereinigten Staaten, ist CrazyGames die größte Plattform für Browserspiele.

## Produkt
Die Plattform ist über jeden Webbrowser frei zugänglich. Die Spiele können ohne Installation gespielt werden. Nutzer können ein Konto registrieren, dies ist jedoch optional.
CrazyGames verdient Geld mit programmatischer Werbung und In-Game-Käufen durch eine Partnerschaft mit dem In-Game-Payment-Anbieter Xsolla.
Spieleentwickler können ihre Spiele in einem Selbstbedienungsmodell bei CrazyGames einreichen und erhalten einen Anteil an den Einnahmen, die ihre Spiele generieren.
Das Unternehmen stellt ein SDK zur Verfügung, mit dem sich spielinterne Funktionen wie Werbung, dauerhafter Spielfortschritt, Konten, Käufe und mehr hinzufügen lassen. Dieses SDK ist für verschiedene Spiel-Engines wie Unity, Cocos Creator, Godot und andere verfügbar.
Die Spiele auf CrazyGames nutzen HTML5-Webtechnologien wie WebAssembly, WebGL und WebGPU. Sein Gründer, Raf Mertens, ist ein lautstarker Befürworter von WebGPU und dem Potenzial dieser Technologie für den Casual Gaming-Sektor.
Zur Feier seines 10-jährigen Jubiläums im Oktober 2023 hat CrazyGames „CrazyGames Originals“ ins Leben gerufen, eine neue Initiative zur Entwicklung und Bereitstellung von Original-Browserspielen, die exklusiv auf der Plattform angeboten werden.

## Geschichte
Die Brüder Raf und Tomas Mertens gründeten CrazyGames im Jahr 2014 als Hobbyprojekt. Im Jahr 2015 verließ Tomas das Unternehmen, um sich auf andere Projekte zu konzentrieren. Im Jahr 2017 trat das Unternehmen dem Inkubator bei und gründete @KBC.
Seitdem ist das Unternehmen weiter schnell gewachsen.
Im Jahr 2023 investierte der belgische Software-Investor Smartfin über 10 Millionen Euro.

## Nennenswerte Partnerschaften
CrazyGames ist ein Partner des kanadischen Videospielentwicklungsstudios und Spieleverlags Blue Wizard Digital, Shell Shocker, das beliebteste Spiel von Blue Wizard, überschritt im August 2021 die Marke von 35 Millionen Spielen auf den Portalen von CrazyGames.
Außerdem unterhält das Unternehmen Partnerschaften mit bedeutenden Herausgebern von Gelegenheitsspielen wie Playable Factory, Kwalee, Boombit, Voodoo, Homa, SayGames, YSO Corp, Matchingham Games und vielen anderen.

## Sponsoring
CrazyGames ist ein aktiver Unterstützer des Ökosystems der Web-Spiele-Entwicklung, einschließlich Sponsoring von JS13kgames, Global Game Jam und Vorträge bei Pocket Gamer Connects und Game Developers Conference.

## Bewertung
CrazyGames wurde allgemein positiv aufgenommen.
Wired lobte die „größte Sammlung von Flash-Spielen“ und würdigte damit die Bemühungen, das Erbe der Flash-Spiele in der Post-Flash-Ära zu bewahren und fortzuführen.
Yahoo Lifestyle lobte die „produktive Rätselsektion“.